# Claude Clément (général)
Pour les articles homonymes, voir Claude Clément et Clément.
 (décembre 2020).
Claude Clément, né le 2 décembre 1757 à Romans (Drôme) et mort le 20 mai 1802 à Cap Français (Saint-Domingue), est un général de brigade français de la Révolution française.

## États de service
Il entre en service comme soldat au régiment de Maine-infanterie en 1777, il est nommé caporal en 1780, et il est congédié en 1783.
Marchand à Romans, il devient sous-officier, capitaine, puis en octobre 1793, lieutenant-colonel au 1er bataillon de réquisition de Romans qui deviendra le 13e bataillon des volontaires de la Drôme. De 1793 à 1795, il sert à l’armée d’Italie. Il est nommé chef de brigade le 13 décembre 1796 à la 58e demi-brigade d’infanterie de ligne, puis à la 29e demi-brigade d’infanterie légère le 22 janvier 1797.
Il est promu général de brigade par Joubert le 12 novembre 1798 et confirmé par le directoire en 1799. En 1799, il est affecté à l'armée de Naples, et il est fait prisonnier à Coni le 5 décembre 1799.
Libéré le 17 février 1801, il part pour Saint-Domingue, où il meurt le 20 mai 1802, de la fièvre jaune.

## Sources
- (en) « Generals Who Served in the French Army during the Period 1789 - 1814: Eberle to Exelmans »
- Thierry Pouliquen, « Les généraux français et étrangers ayant servis [sic] dans la Grande Armée » (consulté le 18 juillet 2013)
- La Révolution de Haïti, par Pamphile vicomte de Lacroix, Paris, éd 1819
- Docteur Robinet, Jean-François Eugène et J. Le Chapelain, Dictionnaire historique et biographique de la révolution et de l'empire, 1789-1815, volume 1, Librairie Historique de la révolution et de l’empire, 900 p. (lire en ligne), p. 422.